# Platt trollmossa
Platt trollmossa (Cyrtomnium hymenophylloides) är en bladmossart som beskrevs av T. Koponen 1968. Enligt Catalogue of Life ingår Platt trollmossa i släktet trollmossor och familjen Mniaceae, men enligt Dyntaxa är tillhörigheten istället släktet trollmossor och familjen Cinclidiaceae. Enligt den finländska rödlistan är arten nära hotad i Finland. Arten är reproducerande i Sverige. Artens livsmiljö är skuggiga kalkstensklippor och kalkbrott. Inga underarter finns listade i Catalogue of Life.